# (475) Ocllo

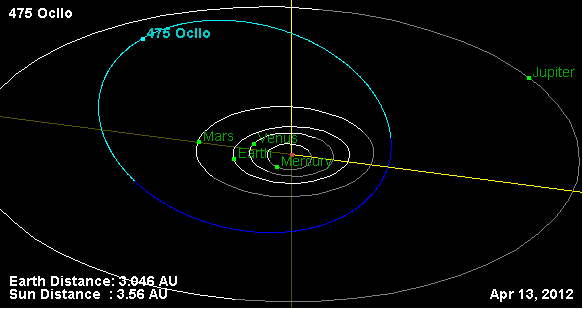
Położenie planetoidy Ocllo w kosmosie

(475) Ocllo – planetoida z grupy przecinających orbitę Marsa okrążająca Słońce w ciągu 4 lat i 64 dni w średniej odległości 2,59 j.a. Została odkryta 14 sierpnia 1901 roku w Arequipie przez DeLisle’a Stewarta. Nazwa planetoidy pochodzi od Ocllo, inkaskiej królowej, żony jednego z czterech synów Pirua Wirakoczy w inkaskiej mitologii. Przed nadaniem nazwy planetoida nosiła oznaczenie tymczasowe (475) 1901 HN.